# Canal de Villoria
El canal de Villoria fue puesto en servicio en 1990. Discurre por la provincia de Salamanca, y su uso es para riego.
Longitud: 28,93 km
Superficie Dominada: 6.252 ha
Superficie Regada: 5.354 ha

## Tomas
Existe un canal de alimentación común para esta zona y para el riego de Babilafuente que se deriva por la M.D. del Azud de Villagonzalo (río Tormes). Tiene un caudal en origen de 40 m³/s y a partir de la C.P.B. es de 5,4 m³/s .

## Infraestructuras reseñables (balsas, elevaciones)
Hay una Central Principal de elevación (C.P.B.) y cuatro elevaciones para dar presión a distintos sectores de riego. al final del Canal de Villoria existe una balsa de recogida de 127,5 m³ en la que se practica la cuarta elevación. Además existe un canal-trasvase que deriva en Villoria hacia el Azud de Riolobos.

## Principales cultivos
Maíz, patata, remolacha y cereales.
Actuaciones previstas (Obras, modernizaciones, …) Se ha realizado la modernización de la zona, consistente en la mejora de la red de riego y el incremento de potencia de los núcleos de elevación para permitir el funcionamiento de cuatro motores simultáneamente. 